# Радой Попиванов
Радой Петров Попиванов е български политик от БЗНС до 1989 г., министър на народното здраве и министър на народното здраве и социалните грижи през периода юли 1977 – декември 1988 г. Учен-биолог, академик. Публикувал е над 200 труда.

## Биография
Роден е на 9 август 1913 година в Плевен. От 1932 година е член на БЗНС. От 1942 започва работа като асистент в Медицинския факултет на Софийския Университет. Впоследствие става доцент и професор. След академик Методий Попов е ръководител на катедрата по Обща биология (1953 – 1977).
След проведената у нас през 1949 година Биологическа конференция псевдо-научните теории на Лисенко стават линия на управляващата БКП и следователно – задължителни. На младото поколение в училища и университети не се дават знания по основите на биологията, а смес от измислени твърдения, поднасяни като социалистическа и най-прогресивна „мичуринска биология“. Постиженията на световната наука като „буржоазни“ и „реакционни“ се крият или се споменават бегло.
В тази атмосфера при огромен интерес през ноември 1958 г. във Висшия медицински институт в София се провежда дискусионна сесия по проблемите на наследствеността. Поводът е крещящото несъответствие между новите експериментални данни и примитивните представи и интерпретации на „мичуринците“, което прочее се изтъква и от водещи съветски учени от всички области.
На сесията във ВМИ основен доклад в защита на учението на Лисенко се изнася от ръководителя на катедрата по марксизъм-ленинизъм проф. Иван Панчев. Проф. Радой Попиванов изнася доклад за генните основи на наследствеността.
Книгата на Р. Попиванов „Генетиката от Мендел до наши дни“, с основните идеи от доклада, излиза едва осем години след това, когато официалното отношение към класическата генетика е променено.
От 1975 г. Радой Попиванов е директор на Централната лаборатория по обща генетика при БАН, а от 1976 г. директор на Медико-биологичния институт при Медицинска академия (България).
Член е на Президиума на НС на ОФ. Член на ПП на БЗНС (1979 – 1989 г.).  
Научните му интереси и разработки се отнасят към имунологията на репродукцията. В тази насока Р. Попиванов взема активно участие в много международни инициативи, в т.ч. е избран за член на Международния координационен комитет по имунология на репродукцията при Световната здравна организация.
Академик Радой Попиванов е министър на народното здраве (1977 – 1987 г.) в правителствата на Станко Тодоров, Гриша Филипов и Георги Атанасов и министър на народното здраве и социалните грижи 19 август 1987 – 19 декември 1988 г. в правителството на Георги Атанасов. Той е близък съратник и приятел с неговия първи заместник-министър академик Атанас Малеев – шурей на Тодор Живков, брат на съпругата му д-р Мара Малеева–Живкова. Член на ПП на БЗНС (1979 – 1989 г.).
Академик от 1974 г., Народен деятел на науката – 1980 г., Герой на социалистическия труд – 1983 г. Награден е с орден „13 века България“. На 23 май 2005 г. е награден с орден „Стара планина“ първа степен.
След промените на 10 ноември 1989 г. е подложен на критики от новата власт, правени са опити през 1991 г. от Главна прокуратура да бъде обвиенен по делото за т. нар. Чернобилска авария 1986 г., по което са обвиняеми бившия заместник-председател на Министерския съвет и председател на правителствената комисия за стихийните бедствия и аварии Григор Стоичков и заместник-министъра на Попиванов проф. Любомир Шиндаров.
Негов син е акад. Петър Попиванов, математик.

## Избрани трудове
Попиванов, Р. П. (1966). Генетиката от Мендел до наши дни. София: Медицина и физкултура. 64 с.
Попиванов, Р. П., Ботев, Б. А., Цонева, М. Т. (1980). Паразитология: Учебник за студенти по медицина и стоматология (4. изд.). София: Медицина и физкултура. 128 с.
Попиванов, Р. П., Ботев, Б. А., Наков, Л. С. (1984). Биология: Учебник за студенти по медицина и стоматология. София: Медицина и физкултура. 363 с.